# Stefan Soroka
Stefan Soroka (ur. 13 listopada 1951 w Winnipeg) – kanadyjski duchowny greckokatolicki, doktor nauk humanistycznych, emerytowany arcybiskup metropolita Filadelfii (2001–2018).

## Życiorys
Studiował na Uniwersytecie Manitoby w Winnipeg oraz w Seminarium św. Jozafata w Waszyngtonie. Uzyskał ponadto tytuł doktora z pracy socjalnej na Katolickim Uniwersytecie Ameryki.
Święcenia kapłańskie przyjął 13 czerwca 1982 i rozpoczął pracę duszpasterską w archieparchii Winnipeg. Był m.in. sekretarzem Rady Kapłańskiej, sędzią sądu kościelnego oraz wicekanclerzem (1985–1994) i kanclerzem (1994–1996) kurii.

### Episkopat
29 marca 1996 został mianowany tytularnym biskupem Acarassus i biskupem pomocniczym eparchii w Winnipeg. Chirotonii biskupiej udzielił mu zwierzchnik tejże eparchii, abp Michael Bzdel.
29 listopada 2000 został mianowany arcybiskupem metropolitą Filadelfii. Uroczysta intronizacja odbyła się 27 lutego 2001.
16 kwietnia 2018 papież Franciszek przyjął jego rezygnację złożoną ze względów zdrowotnych.